# Browns
Browns és una població dels Estats Units a l'estat d'Illinois. Segons el cens del 2000 tenia 175 habitants.

## Demografia
Segons el cens del 2000, Browns tenia 175 habitants, 67 habitatges, i 45 famílies. La densitat de població era de 233 habitants/km².
Per edats la població es repartia de la següent manera: un 26,3% tenia menys de 18 anys, un 9,1% entre 18 i 24, un 25,7% entre 25 i 44, un 26,3% de 45 a 60 i un 12,6% 65 anys o més.
L'edat mediana era de 35 anys. Per cada 100 dones de 18 o més anys hi havia 104,8 homes.
La renda mediana per habitatge era de 23.214 $ i la renda mediana per família de 31.667 $. Els homes tenien una renda mediana de 25.625 $ mentre que les dones 22.750 $. La renda per capita de la població era de 10.922 $. Aproximadament el 4,8% de les famílies i el 6,5% de la població estaven per davall del llindar de pobresa.

## Poblacions més properes
El següent diagrama mostra les poblacions més properes.